# Arishima Takeo
En aquest nom japonès, el cognom és Arishima.
Takeo Arishima (japonès: 有島 武郎, Arishima Takeo; Tòquio, 4 de març de 1878 —Karuizawa, 9 de juny de 1923) va ser un novel·lista i crític japonès.

## Biografia
Va néixer a Koishikawa (Tòquio), fill d'Arishima Takeshi i Kō, com el més gran de set germans, entre els quals cal destacar Arishima Ikuma, pintor d'estil occidental, i el novel·lista Satomi Ton. El seu pare era un antic samurai de Satsuma i funcionari del ministeri de finances, més edavant membre d'una important corporació empresarial, un home rígid i autoritari que va marcar la seva educació, emfatitzant l'autocontrol, d'acord amb el codi de conducte samurai i contrari a activitat considerades immorals com el teatre i la literatura. La seva mare, en canvi, era una dona idealista i intel·ligent que, tanmateix, s'havia d'ajustar al rol tradicional de la dona japonesa.
Durant la seva infantesa va rebre una educació confuciana tradicional a casa, alhora que va aprendre anglès d'un estatunidenc i cursà estudis primaris a una escola de missioners. Acabada la secundària a Gakushūin va entrar al Col·legi Agrícola de Sapporo (l'actual Universitat de Hokkaidō) amb l'esperança de dur a terme una reforma de l'agricultura. Durant l'estada al campus universitari de Sapporo es va veure influenciat per Kanzo Uchimura, aleshores figura central del cirstianisme japonès, un moviment que al Japó va promoure tendències suïcides. En aquest moment també va mantenir una estreta relació amb Atsukichi Morimoto, un estudiant cristià, amb el qual va planejar suicidir-se i amb qui es diu que va mantenir relacions amoroses. En graduar-se va marxar a estudiar als Estats Units, de 1903 a 1907 va estudiar al Col·legi Haverford i a la Universitat Harvard. Allà va esdevenir crític amb el cristianisme i escèptic de la idea del dualisme de cos i esperit d'aquesta religió i la inhibició del sexe. Es va veure influenciat per pensadors com Emerson, Whitman i Ibsen adoptant l'ideal de l'home lliure, i atret per les idees socialistes emfatitzant la consciència social.
El 1908 va tornar a Sapporo per ocupar un lloc com a professor al seu antic col·legi, però el 1914 es veu forçat a anar a Tòquio a causa d'emmalaltir la seva muller. Durant aquest període, el 1910 va unir-se al moviment utòpic organitzat per Mushanokō Saneatsu i altres figures literàries que van fundar la revista Shirakaba, nom amb el qual era també coneguda aquest cercle de literats. Arishima va començar la seva activitat literària, captant primer l'atenció dels cercles literaris amb la seva obra Aru Onna no Glimpse (més tard revisat i publicat amb el nom Aru Onna). Aquest moviment, però, també volia donar als pensadors creatius l'oportunitat de treballar junts a una granja (l'anomenada Atarashii Mura, traduït com Vila Nova), molts dels quals eren aristòcrates o aristes prominents. Poc després Arishima va perdre la seva esposa i el seu pare, cosa que el va portar a dedicar-se a l'activitat literària a temps complet: va publicar successivament diverses obres escrites de forma acurada que van fer guanyar-li una popularitat considerable; i durant el període de 1918 a 1921 va publicar una gran quantitat d'obres, entre elles Kain no Matsuei, Umareizuru Nayami i Oshiminaku Ai wa Ubau, i va guanyar seguidors entre joves intel·lectuals per la seva erudició i humanisime.
No obstant això, va ser un dels primers novel·listes en experimentar els problemes de la consicència social i intel·lectual durant la dècada posterior a la Primera Guerra Mundia. Les seves obres, que relaten la vida dels treballadors de classe baixa, va trobar-se amb la nova realitat després de la guerra, que van portar Arishima a una manca de creativitat i a un estat de desesperació. Arishima no suportava la complaneça elitetista i l'acceptació sense crítica de l'ordre social establert. A la seva manca de creativitat Arishima va culpar la seva vida burgesa, perquè malgrat ell es trobava sota influència del socialista que va parèixer a la societat japonesa després de la Primera Guerra Mundial i el corrent principal de activitat literària va centrar-se en novel·les proletàries o obres naturalistes. S'odiava a si mateix per no se capaç de tornar-se una persona normal i corrent i escriure sobre ells. Per intentar resoldre aquesta situació, va renunciar a la seva propietat a Hokkaidō, posant-la a disposició de llogaters, però els intents de trobar una solució a les seves preguntes van fallar per situar-lo en un nou impuls ideològic. Finalment va suïcidar-se juntament amb la seva amant, Hatano Akiko, a la seva casa de Karuizawa.

## Obra
La seva obra té molts matisos ideològics que beuen de l'amor de l'home après de la Bíblia, un profund coneixement de la humanitat de Tolstoi, i el socialisme anarquista de Kropotkin. Les seves obres retaten, amb una profunda compassió i sentiment de companyerisme, les penes i desgràcies de la vida diària de la població treballadora de classe baixa d'una forma que és molt difícil de trobar en altres autors de l'escola Shirakaba, molts dels quals eren de classe alta que no havien viscut o conegut aquestes experiències. També va retratar les dones com a objectes d'opressió social. Aquestes idees van entrar en conflicte amb la realitat de la vida social després dela Primera Guerra Mundial i va patir una manca crescuda de creativitat i un sentiment de futilitat i desesperació.
Algunes de les seves obres més destacades són:
- Kain no Matsuei (カインの末裔, 1917)
- Umareizu Nayami (生れ出づる悩み, 1918)
- Aru Onna (或る女, 1919)